# Osterman week-end
Pour les articles homonymes, voir Week-end (homonymie).
Pour plus de détails, voir Fiche technique et Distribution.
Osterman week-end (The Osterman Weekend) est un film américain réalisé par Sam Peckinpah et sorti en 1983. Il s'agit d'une adaptation du roman d'espionnage Le Week-end Osterman (The Osterman Weekend) de l'écrivain américain Robert Ludlum paru en 1983.
Il s'agit du dernier long métrage du cinéaste, décédé en 1984. Il reçoit des critiques globalement négatives.

## Synopsis
Journaliste à succès, John Tanner anime un talk-show controversé. Il y met sur la sellette des personnalités politiques éminentes. L'émission de Tanner est produite par son ami Bernard Osterman. Avec d'autres amis de Berkeley, ils se retrouvent régulièrement pour des week-ends de détente surnommés « week-end Osterman ».
Le prochain doit se dérouler chez Tanner et peu avant ce dernier est contacté par Maxwell Danforth, directeur de la CIA. Il révèle à Tanner que ses amis sont des agents soviétiques qui préparent une opération de déstabilisation des États-Unis.
Les preuves ont été réunies par un agent de la CIA nommé Lawrence Fassett. Quelques années auparavant, la femme de Fassett, une espionne de l'Est, a été assassinée par des agents du KGB. Danforth avait autorisé à l'époque les Russes à l'assassiner.

## Fiche technique
- Titre français : Osterman week-end
- Titre original : The Osterman Weekend
- Réalisation : Sam Peckinpah, assisté de Rodney Amateau
- Scénario : Alan Sharp et Ian Masters d'après le roman Le Week-end Osterman de Robert Ludlum
- Musique : Lalo Schifrin
- Photographie : John Coquillon
- Montage : Edward M. Abroms (de) et David Rawlins
- Décors : Robb Wilson King et Keith Hein
- Production : Peter S. Davis, William N. Panzer, Guy Collins, Don Guest (en), Larry N. Jones, E.C. Monell, Michael T. Murphy et Marc W. Zavat
- Sociétés de production : Davis-Panzer Productions et Osterman Weekend Associates
- Distribution : 20th Century Fox
- Pays de production :  États-Unis
- Format : Couleurs - Mono
- Genre : thriller, espionnage
- Durée : 103 minutes
- Date de sortie :
  - États-Unis : 1983

## Distribution
- Rutger Hauer  (VF : Richard Darbois)  : John Tanner
- John Hurt  (VF : Jean-Pierre Leroux)  : Lawrence Fassett
- Craig T. Nelson  (VF : Jacques Richard)  : Bernard Osterman
- Dennis Hopper  (VF : Jean-Pierre Moulin)  : Richard Tremayne
- Chris Sarandon  (VF : Michel Papineschi)  : Joseph Cardone
- Meg Foster  (VF : Christine Delaroche)  : Ali Tanner
- Helen Shaver : Virginia Tremayne
- Cassie Yates  (VF : Catherine Lafond)  : Betty Cardone
- Sandy McPeak  (VF : Serge Lhorca)  : Stennings
- Christopher Starr : Steve Tanner
- Burt Lancaster  (VF : Georges Aminel)  : Maxwell Danforth
- Jan Tříska : Andrei Mikalovich
- Merete Van Kamp : Zuna Brickman (femme de Lawrence Fassett)

## Production

### Genèse et développement
Après la sortie du film Le Convoi (1978), Sam Peckinpah est au plus mal. Il vit un temps au Mexique, entre alcoolisme et addiction à la cocaïne. Il peine à séduire à nouveau les producteurs, ses projets (comme The Door in the Jungle) peinent à se concrétiser. En mai 1979, il est victime d'une crise cardiaque. Contraint de suivre une cure de désintoxication, il est très affaibli et doit renoncer à diriger la seconde équipe du film La Porte du paradis de Michael Cimino. Les années suivantes, il est lié à divers projets qui ne se tourneront pas. Les producteurs Peter S. Davis et William N. Panzer, qui détiennent les droits du Le Week-end Osterman de Robert Ludlum, se laisse alors convaincre par l'agent Martin Baum d'engager Sam Peckinpah. Martin Baum s'engage au bon comportement du réalisateur. De plus, le cinéaste doit respecter de nombreuses conditions imposées par la production. Il n'a aucun droit de modifier le scénario, ne peut choisir les acteurs et ne peut choisir le monteur. Le réalisteur a cependant l'autorisation d'engager John Coquillon son directeur de la photographie Peckinpah ne peut donc s’adjoindre les services de Lou Lombardo mais obtient le droit de retravailler avec John Coquillon, avec lequel il a tourné Les Chiens de paille (1971), Pat Garrett et Billy le Kid (1973) et Croix de fer (1977).

### Tournage
Le tournage débute à l’automne 1982 dans le ranch appartenant à Robert Taylor dans le Mandeville Canyon près de Brentwood. Il se déroule également à Los Angeles (notamment à Westchester) et Toronto.

### Montage
La postproduction du film est compliquée pour le réalisateur. Il replonge dans l'alcoolisme à la suite du décès de sa mère et doit gérer de nombreuses interventions des producteurs sur le montage. Ce dernier est assuré par David Rawlins, qui fait de nombreuses coupes,.

## Accueil
Les critiques sont globalement négatives, la presse reproche notamment une intrigue décousue et pleine de trous dans l'intrigue. Roger Ebert écrit notamment : « Je ne comprends pas ce film. Je me suis assis devant l'écran, calme, attentif et alerte, et peu à peu une certaine colère a commencé à s'agiter en moi, parce que le film ne tenait pas la route. Cela n'avait aucun sens. Je n'exige pas que tous les films aient un sens. J'aime parfois des films qui n'ont aucun sens, si c'est leur intention. Mais un thriller est censé tenir le coup d'une manière logique, n'est-ce pas ? n'est-ce pas ?. » Dave Kehr du Chicago Reader est globalement du même avis : « La structure est un gâchis... ce qui rend finalement trop difficile de dire si ses qualités étrangement convaincantes sont le résultat d'une stratégie artistique cohérente ou de l'insouciance cynique d'un réalisateur mis à l'écart. » Dans The New York Times, Vincent Canby le qualifie de film « incompréhensible » avec « plein de sexe gratuit et de violence » mais malgré tout habité d'une « sorte de folie hallucinatoire ».
Sur l’agrégateur de critiques Rotten Tomatoes, il obtient 42% d'avis favorables pour 19 critiques et une note moyenne de 5,4⁄10.

## Alpha to Omega: Exposing The Osterman Weekend
Sur l'édition DVD du film de 2004 par Anchor Bay Entertainment, on peut retrouver le documentaire Alpha to Omega: Exposing The Osterman Weekend. Il s'agit d'un making-of réalisé par  Jonathan Gaines revenant sur le tournage du film et sur ses coulisses, notamment l'état de santé et psychologique de Sam Peckinpah durant la production. On y retrouve notamment des interviews des producteurs William N. Panzer et Peter S. Davis, des acteurs Rutger Hauer et John Hurt ou encore du compositeur Lalo Schifrin. Le documentaire révèle notamment que Sam Peckinpah détestait le roman original de Robert Ludlum.

## Commentaires
Dernière œuvre de Sam Peckinpah, elle se révèle assez langienne dans la forme. Écrans, manipulation, détournement de photographies et de films, miroirs, sont au centre du film. Au point qu'à la sortie du film un journaliste de Télérama rapprocha le personnage de Fassett du célèbre Docteur Mabuse. Le film se place en tout cas sur le terrain de la manipulation des sons et des images pour leur faire prendre un sens qui n'est pas le leur. Du montage en quelque sorte. Peut-être est-ce là une forme de testament du cinéaste dont les œuvres furent souvent remaniées au montage par les producteurs.
En filigrane, on retrouve les thèmes qui hantent l'œuvre de Peckinpah, notamment celui du bon usage de la force qui dégénère rapidement en violence incontrôlée et dénuée de sens.